# Maccabi Ramat Gan Urban
Il Maccabi Ramat Gan Urban (in ebraico: מכבי עירוני רמת גן) è una società di pallacanestro femminile di Ramat Gan, in Israele.
Fondata nel 1973 come Maccabi Darom Ramat Hen, la società è stata ribattezzata Maccabi Ramat Gan Girls nel 2016 e nel 2019 si è fusa con il Ramat Gan Urban cambiando la denominazione in quella attuale.

## Storia
Nel 1987-1988 la squadra ha vinto la Basketball Association Cup, o Coppa dell'Unione.
La società ha partecipato a quattro edizioni di Coppa Ronchetti e una di EuroCup Women. Il massimo risultato è stato la qualificazione al terzo turno preliminare nel 1994-1995 e nel 2002-2003 ha vinto la Conference South dell'Eurocoppa. Nel 1986-1987 ha tenuto a battesimo la Polenghi Priolo: non si è potuto giocare in Israele per il pericolo attentanti, dunque l'andata del turno preliminare si è disputata a Catanzaro e il ritorno a Priolo Gargallo. La vittoria maturata a favore della squadra italiana nella partita d'andata, per 50-142, è la miglior prestazione offensiva per una formazione siciliana nelle coppe europee e la partita con maggior scarto (+92).
Nel 2019-2020 la squadra si è laureata campionessa d'Israele: era prima quando il campionato è stato interrotto per la pandemia di COVID-19.

## Palmarès
- Campionato israeliano: 1

2019-2020
- Coppa di Israele: 4

1980-1981, 1982-1983, 2008-2009, 2016-2017
- Coppa dell'Unione: 4

1987-1988